# شفیلد (آلاباما)
شفیلد (به انگلیسی: Sheffield) شهری در شهرستان کولبرت ایالت آلاباما است که مساحت آن ۱۶٫۷۳ کیلومتر مربع است و در سرشماری سال ۲۰۱۰ میلادی، ۹٬۰۳۹ نفر جمعیت داشته و تراکم جمعیتی آن، ۵۴۰٫۲۹ نفر در هر کیلومتر مربع بوده است.